# لاپسی (مسیحیت)
در مسیحیت اولیه، لاپسی‌ها (به انگلیسی: Lapsi)  مرتدانی بودند که تحت آزار و اذیت، توسط مقامات امپراتوری روم از ایمان خود دست کشیدند. این اصطلاح به کسانی اطلاق می‌شود که از ایمان خود گذشته‌اند یا از ایمان خود دور شده‌اند تا بعداً به آن بازگردند.